# Toilette spaziale
Una toilette spaziale, o toilette a gravità zero, è una stanza da bagno che può essere usata in ambienti a bassa gravità che richiedono la raccolta di feci e urina tramite flussi d'aria. La stessa aria viene sottoposta ad un processo di igienizzazione per rimuovere odori e batteri, per essere infine reimmessa in cabina.
Nei sistemi più vecchi i liquidi venivano espulsi nello spazio e i solidi venivano compressi e immagazzinati fino all'atterraggio. I sistemi più moderni espongono i residui solidi al vuoto spaziale per uccidere i batteri patogeni e annullare i cattivi odori.

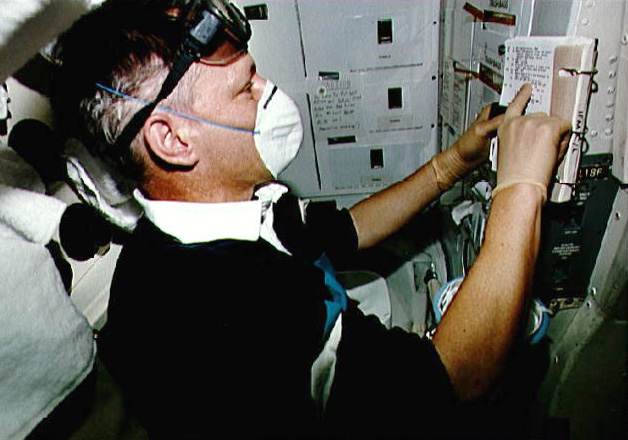
Lo specialista Claude Nicollier verifica il manuale di riparazione per la WCS sulla STS-46

## Modelli esistenti

### Space Shuttle Waste Collection System

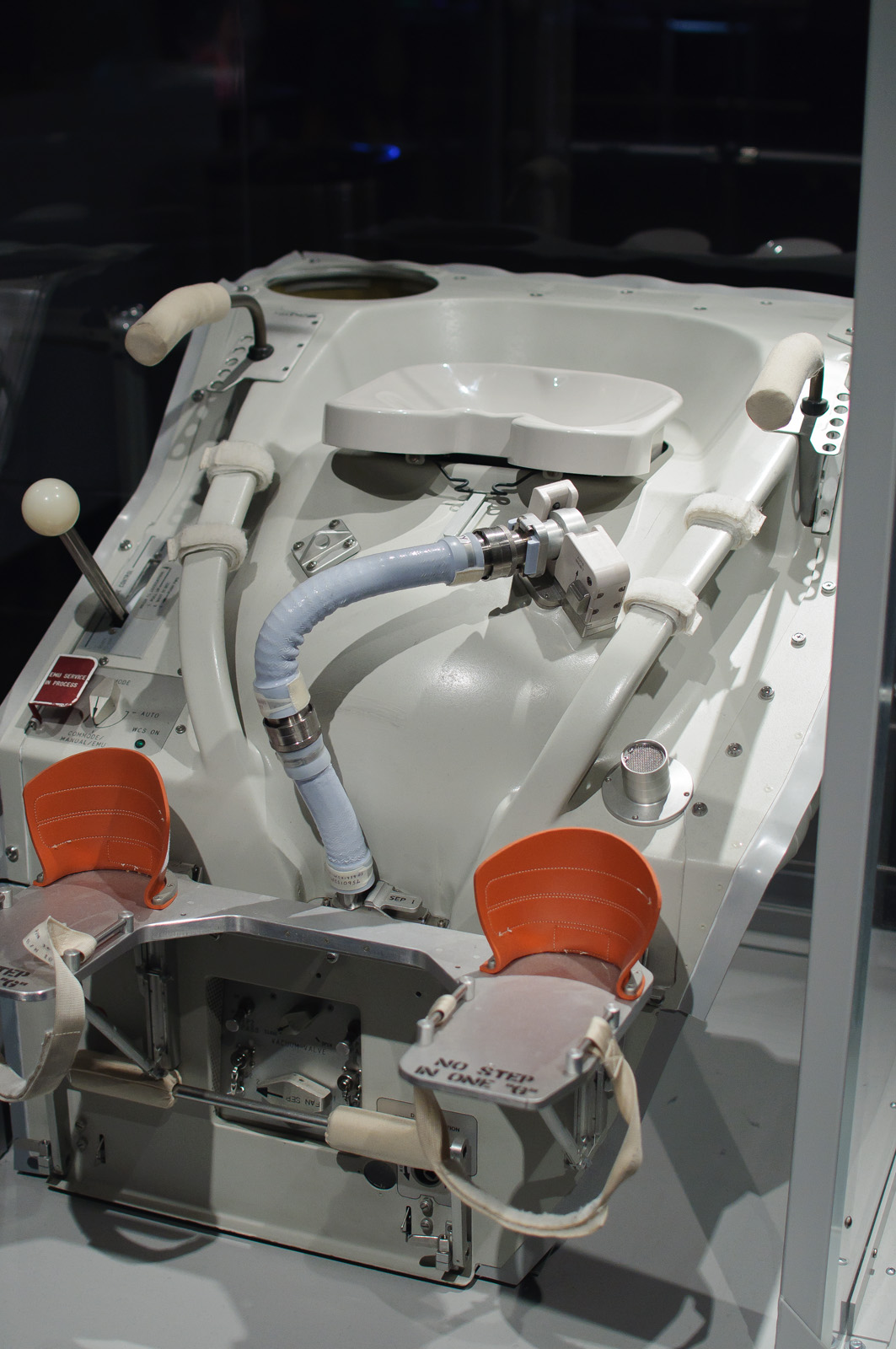
Esempio di gabinetto utilizzato sullo Space Shuttle.

La toilette utilizzata nello Space Shuttle viene chiamata Waste Collection System (WCS), letteralmente: sistema di raccolta rifiuti.
Oltre ai flussi d'aria, utilizza ventole rotanti per distribuire i rifiuti solidi durante il volo. I rifiuti solidi vengono distribuiti in un contenitore cilindrico che viene successivamente esposto nel vuoto per essiccare i residui. I rifiuti liquidi vengono espulsi nello spazio.
Durante la missione STS-46, una delle ventole andò in avaria, e il membro dell'equipaggio Claude Nicollier fu costretto ad eseguire una manutenzione in volo (IFM, In-Flight Maintenance).

Diagramma degli elementi dello Space Shuttle WCS

### Stazione Spaziale Internazionale
La toilette della Stazione spaziale internazionale (ISS) è posta nel modulo Zvezda e utilizza un sistema di aspirazione simile a quello dello Space Shuttle WCS.

### Stazione MIR

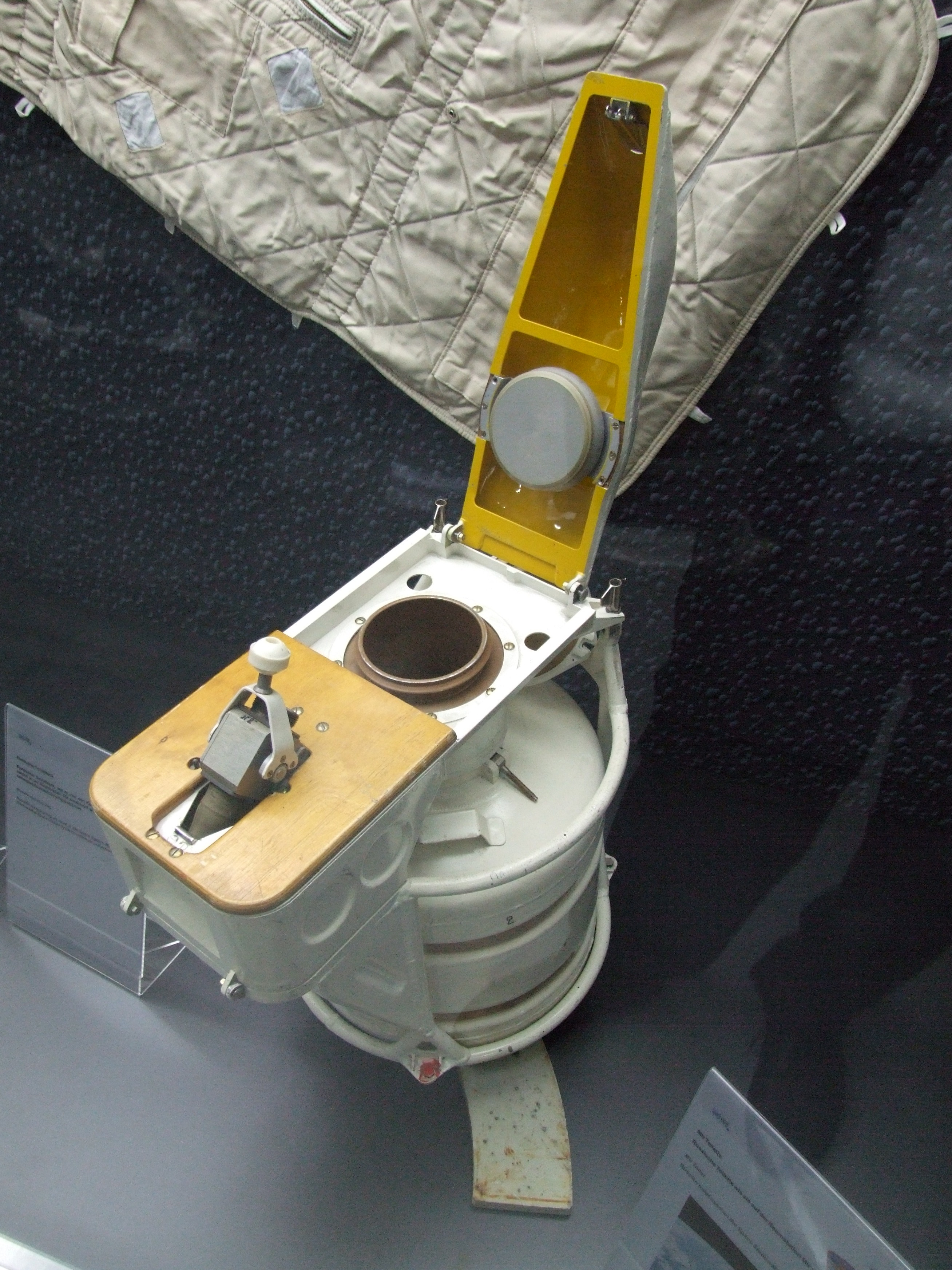
Gabinetto utilizzato sulla stazione MIR